# La Ròchaneira
La Roche-Noire és un municipi francès situat al departament del Puèi Domat i a la regió d'Alvèrnia-Roine-Alps. L'any 2007 tenia 629 habitants.

## Demografia

### Població
El 2007 la població de La Roche-Noire era de 629 persones. Hi havia 234 famílies de les quals 36 eren unipersonals (20 homes vivint sols i 16 dones vivint soles), 77 parelles sense fills, 101 parelles amb fills i 20 famílies monoparentals amb fills.
La població ha evolucionat segons el següent gràfic:
Habitants censats

### Habitatges
El 2007 hi havia 257 habitatges, 235 eren l'habitatge principal de la família, 7 eren segones residències i 15 estaven desocupats. 252 eren cases i 4 eren apartaments. Dels 235 habitatges principals, 215 estaven ocupats pels seus propietaris, 18 estaven llogats i ocupats pels llogaters i 2 estaven cedits a títol gratuït; 1 tenia una cambra, 9 en tenien dues, 19 en tenien tres, 64 en tenien quatre i 142 en tenien cinc o més. 203 habitatges disposaven pel capbaix d'una plaça de pàrquing. A 78 habitatges hi havia un automòbil i a 151 n'hi havia dos o més.

### Piràmide de població
La piràmide de població per edats i sexe el 2009 era:
| Homes | Edats   | Dones |
| ----- | ------- | ----- |
| 0     | 95 o +  | 0     |
| 0     | 90 a 94 | 0     |
| 0     | 85 a 89 | 4     |
| 4     | 80 a 84 | 4     |
| 4     | 75 a 79 | 0     |
| 8     | 70 a 74 | 8     |
| 4     | 65 a 69 | 12    |
| 4     | 60 a 64 | 4     |
| 8     | 55 a 59 | 12    |
| 40    | 50 a 54 | 4     |
| 32    | 45 a 49 | 52    |
| 16    | 40 a 44 | 24    |
| 8     | 35 a 39 | 24    |
| 16    | 30 a 34 | 8     |
| 12    | 25 a 29 | 4     |
| 0     | 20 a 24 | 28    |
| 32    | 15 a 19 | 16    |
| 20    | 10 a 14 | 16    |
| 12    | 5 a 9   | 12    |
| 16    | 0 a 4   | 4     |

## Economia
El 2007 la població en edat de treballar era de 428 persones, 331 eren actives i 97 eren inactives. De les 331 persones actives 314 estaven ocupades (163 homes i 151 dones) i 17 estaven aturades (4 homes i 13 dones). De les 97 persones inactives 36 estaven jubilades, 38 estaven estudiant i 23 estaven classificades com a «altres inactius».

### Ingressos
El 2009 a La Roche-Noire hi havia 231 unitats fiscals que integraven 624,5 persones, la mediana anual d'ingressos fiscals per persona era de 22.968 €.

### Activitats econòmiques
Dels 23 establiments que hi havia el 2007, 3 eren d'empreses extractives, 1 d'una empresa de fabricació d'altres productes industrials, 10 d'empreses de construcció, 2 d'empreses de comerç i reparació d'automòbils, 2 d'empreses d'hostatgeria i restauració, 1 d'una empresa financera, 1 d'una empresa de serveis, 1 d'una entitat de l'administració pública i 2 d'empreses classificades com a «altres activitats de serveis».
Dels 10 establiments de servei als particulars que hi havia el 2009, 1 era un paleta, 1 guixaire pintor, 3 fusteries, 2 lampisteries, 2 electricistes i 1 perruqueria.

## Equipaments sanitaris i escolars
El 2009 hi havia una escola elemental.

## Poblacions més properes
El següent diagrama mostra les poblacions més properes.